# Omaha Ak-Sar-Ben Knights
Omaha Ak-Sar-Ben Knights var ett amerikanskt professionellt ishockeylag från Omaha, Nebraska som spelade i American Hockey League (AHL). De spelade sina matcher i Omaha Civic Auditorium och var Calgary Flames farmarlag i AHL mellan 2005 och 2007. Efter säsongen 2006/2007 meddelade Flames att laget skulle flytta till Quad Cities för säsongen 2007/2008.
Under 2005 återupprättades AHL-laget (Saint John Flames, som existerade 1993-2003) av Calgary Flames i Omaha. Delen "Ak-Sar-Ben" av lagets namn kommer från Knights of Ak-Sar-Ben, en medborgarorganisation i Omaha, vars logotyp integrerades i lagets emblem. Ak-Sar-Ben, som är "Nebraska" stavat baklänges, var också namnet på de ursprungliga Omaha Knights hemmaarena. Lagets logotyp var utformad med en identisk flamma som i Calgary Flames logotyp.
Efter två tunga säsonger gick rykten runt både Omaha och Quad Cities att Flames skulle flytta sin AHL-samarbetspartner till det sistnämnda området, vilket då betjänades av Quad City Mallards i United Hockey League (UHL). Calgary Flames och Quad City Mallards bekräftade flytten den 24 maj 2007.

## Klubbrekord

### Säsongsvis
Mål: 28  Carsen Germyn (2006–07)
Assists: 43  Andrei Taratukhin (2006–07)
Poäng: 60  Dustin Boyd,  Carsen Germyn &  Andrei Taratukhin (2006–07)
Utvisningsminuter: 294  Brandon Prust (2005–06)
Plus/minus: +27  David Van Der Gulik (2006–07)
Vinster (målvakt): 35  Curtis McElhinney (2006–07)
Hållna nollor: 7  Curtis McElhinney (2006–07)
Insläppta mål i genomsnitt: 2.13  Curtis McElhinney (2006–07)
Räddningsprocent: .917  Curtis McElhinney (2006–07)

### Totalt
Mål: 52  Carsen Germyn
Assists: 63  Carsen Germyn
Poäng: 115  Carsen Germyn
Utvisningsminuter: 505  Brandon Prust
Vinster (målvakt): 44  Curtis McElhinney
Hållna nollor: 10  Curtis McElhinney
Flest matcher: 156  Warren Peters